# Hardcore breaks
Hardcore Breaks – rodzaj muzyki elektronicznej. Stylistycznie toższamy z gatunkiem Breakbeat hardcore. Określenie to używane jest w stosunku do nowych produkcji – dla odróżnienia od tych z początków lat 90. XX wieku.